# Theologia Germanica
Theologia Germanica, también conocida como Theologia Deutsch o Teutsch, o como Der Franckforter, es un  tratado de Teología Mística Cristiana  que se cree que fue escrito a finales del siglo XIV por un autor anónimo. Según la introducción del Theologia, el autor fue sacerdote y un miembro de la Orden teutónica que vivió en Fráncfort, Alemania.
El Theologia fue escrito durante el  Papado de Aviñón  (1309–1378), cuando muchos clérigos tenían prohibido realizar ritos católicos, debido a la lucha de poder entre el Papa y el Emperador del Sacro Imperio Romano Germánico. Gropos de Laicos individuos piadosos como los Amigos de Dios se volvieron prominentes durante este tiempo. Generalmente se asocia al autor del Theologia con los Amigos de Dios.[cita requerida]
El Theologia Germanica sobrevive en solo ocho manuscritos, todos de la segunda mitad del siglo XV. Ciertamente, por tanto, no se había diseminado ampliamente antes de acaparar la atención de Martin Lutero.

## Visión de Lutero
Martin Lutero produjo una edición parcial del Theologia primero en 1516. En aquel tiempo Martín Lutero pensó que esta obra podría haber sido escrito por John Tauler. En 1518  produjo una edición más completa con base en un manuscrito nuevo que le llamó la atención. Fue Lutero quién dio al tratado su nombre moderno; en los manuscritos  es conocido como Der Franckforter.  Lutero encontró mucho que congeniaba con él en este texto tardío medieval.
Theologia Germanica Propone que Dios y el hombre pueden estar completamente unidos si se sigue un camino de perfección, como ejemplificó la vida de Cristo, quien renunció al pecado y el egoísmo y dejando finalmente que la voluntad de Dios remplace la voluntad humana. Lutero escribió: "Después de la Biblia y San Agustín, ningún libro que haya llegado a mis manos me ha enseñado más sobre Dios y sobre Cristo y sobre el hombre y todas las cosas existentes."
Otro objetivo de Lutero en la publicación fue apoyar su tesis de que el idioma alemán era tan conveniente en la expresión de ideas teológicas como el hebreo,  griegoy el latín.  El tratado mismo no discute o refleja, sin embargo, el hecho de que haya sido escrito en alemán.
El Theologia Germanica ganó mucha influencia durante la Reforma  Radical y en textos luteranos y pietistas más tardíos.  En 1528, Ludwig Haetzer volvió a publicar el Theologia Germanica con "proposiciones" interpretativas del Reformista Radical Hans Denck. Hacia el fin de su vida (1541–42),  Sebastian Franck (otro radical) produjo un texto que parafraseaba la versión de Haetzer. Sebastian Castellio publicó traducciones al latín (1557) y al francés (1558) luego de haber roto con Juan Calvino a causa de la ejecución de Michael Servetus (1553). Alrededor de una década más tarde, Valentin Weigel estudió el trabajo en su Relato Corto e Introducción a la Teología alemana (1571).  El místico Johann Arndt volvió a editar una impresión más temprana basada en la de Lutero de 1597. Dicha versión fue aprobada por Philipp Jakob Spener y tuvo cerca de sesenta impresiones más tarde.  En total, aproximadamente doscientas ediciones del Theologia Germanica fueron publicadas entre los siglos XVI y el siglo XX.